# Попов Порог
Попо́в Поро́г — посёлок, административный центр Поповпорожского сельского поселения Сегежского района Республики Карелия.

## Общие сведения
Расположен на восточном берегу озера Сегозеро, в месте истока реки Сегежа.
В посёлке действует общеобразовательная школа, фельдшерский пункт, клуб, библиотека, участковое лесничество. В 2011 году состоялось открытие цеха форелеводческого хозяйства «Сегозерское».

## Население
| 2002 | 2009 | 2010 | 2013 |
| ---- | ---- | ---- | ---- |
| 356  | ↘257 | ↗263 | ↘255 |

## Улицы
- ул. Кирова
- ул. Коммунальная
- ул. Коммунистическая
- ул. Новая
- ул. Пионерская
- ул. Строительная
- ул. Центральная
- ул. Школьная

## Галерея

Попов Порог
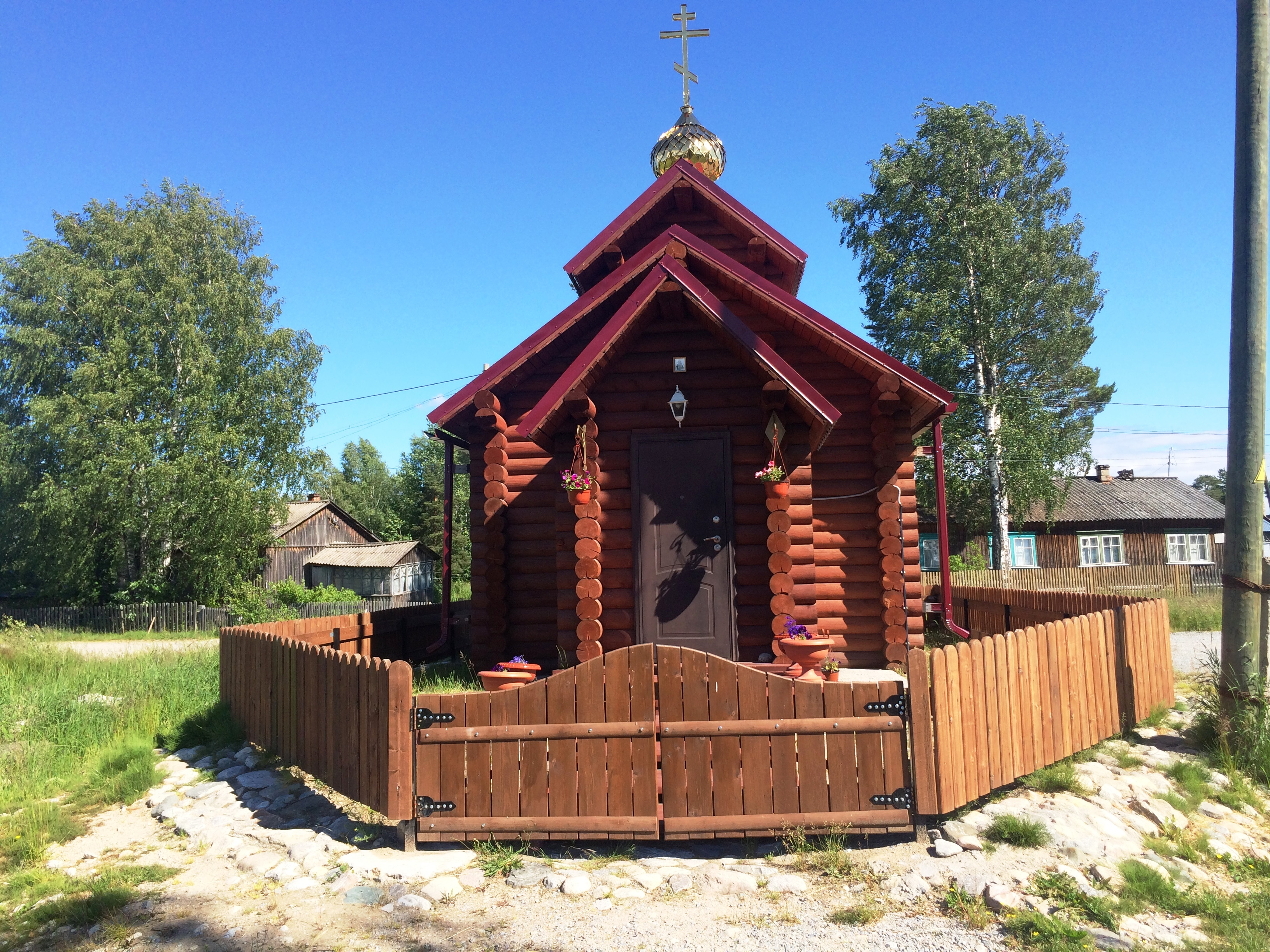
Князь-Владимирский храм
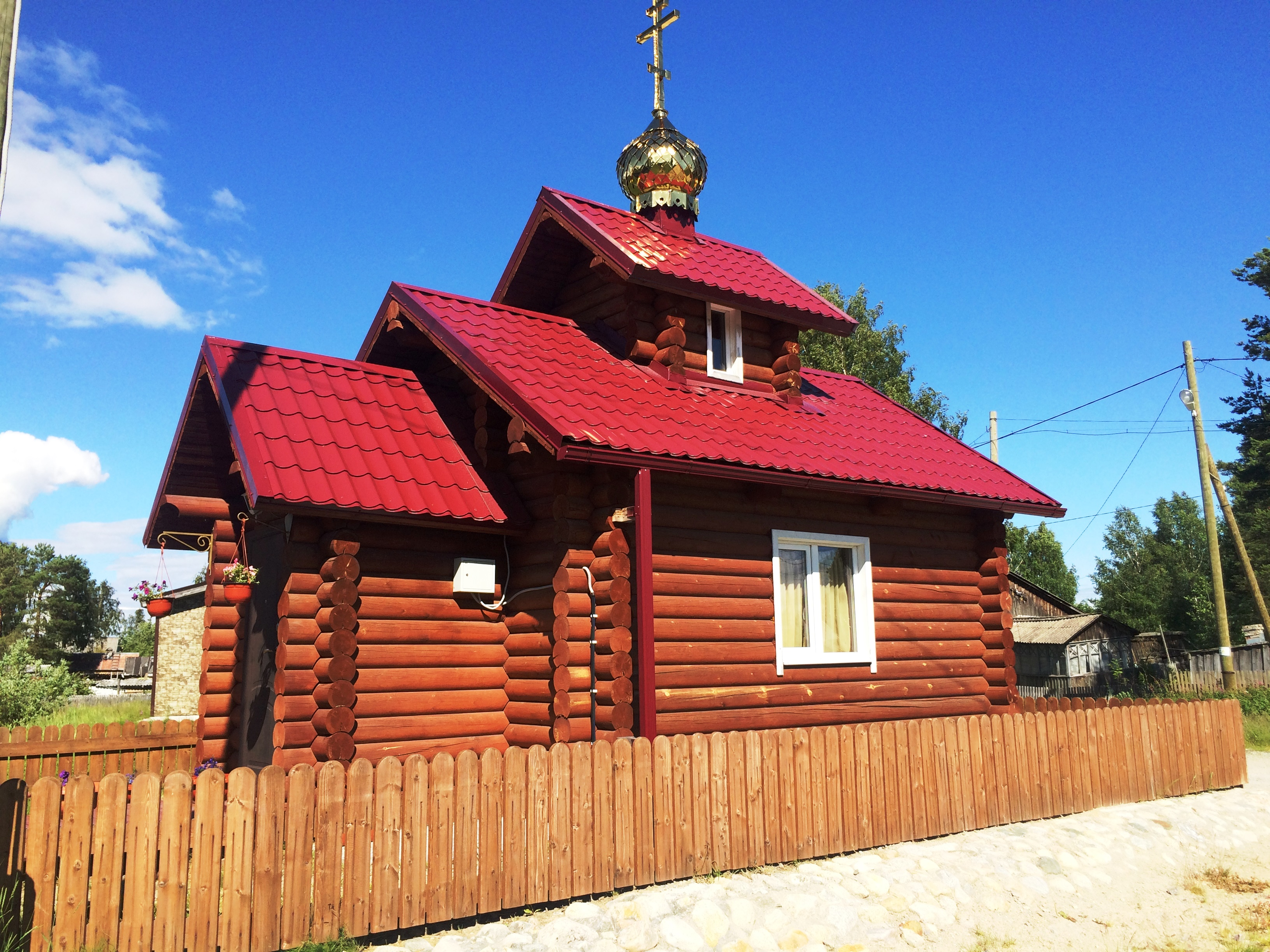
Князь-Владимирский храм
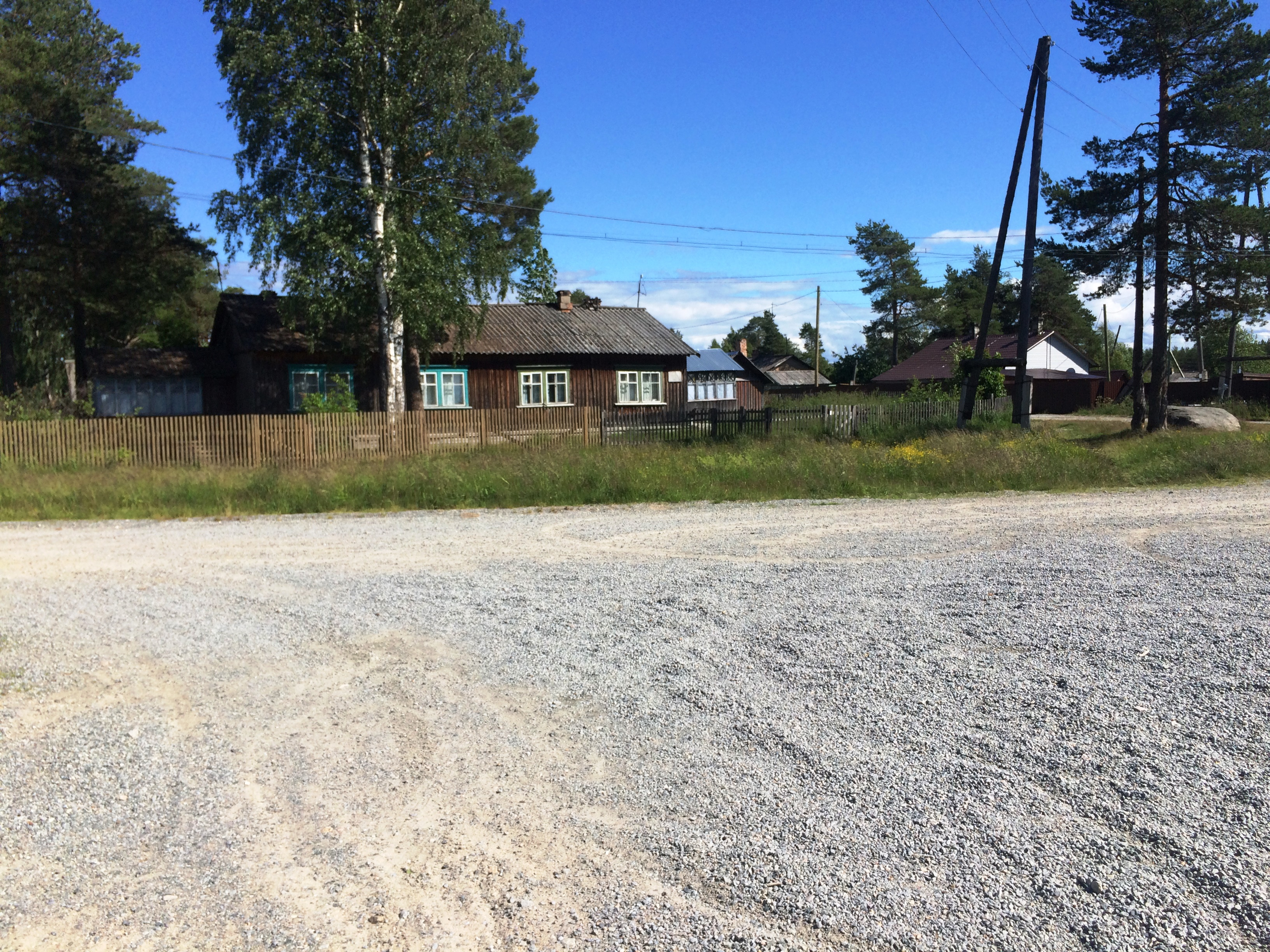
Центральная площадь
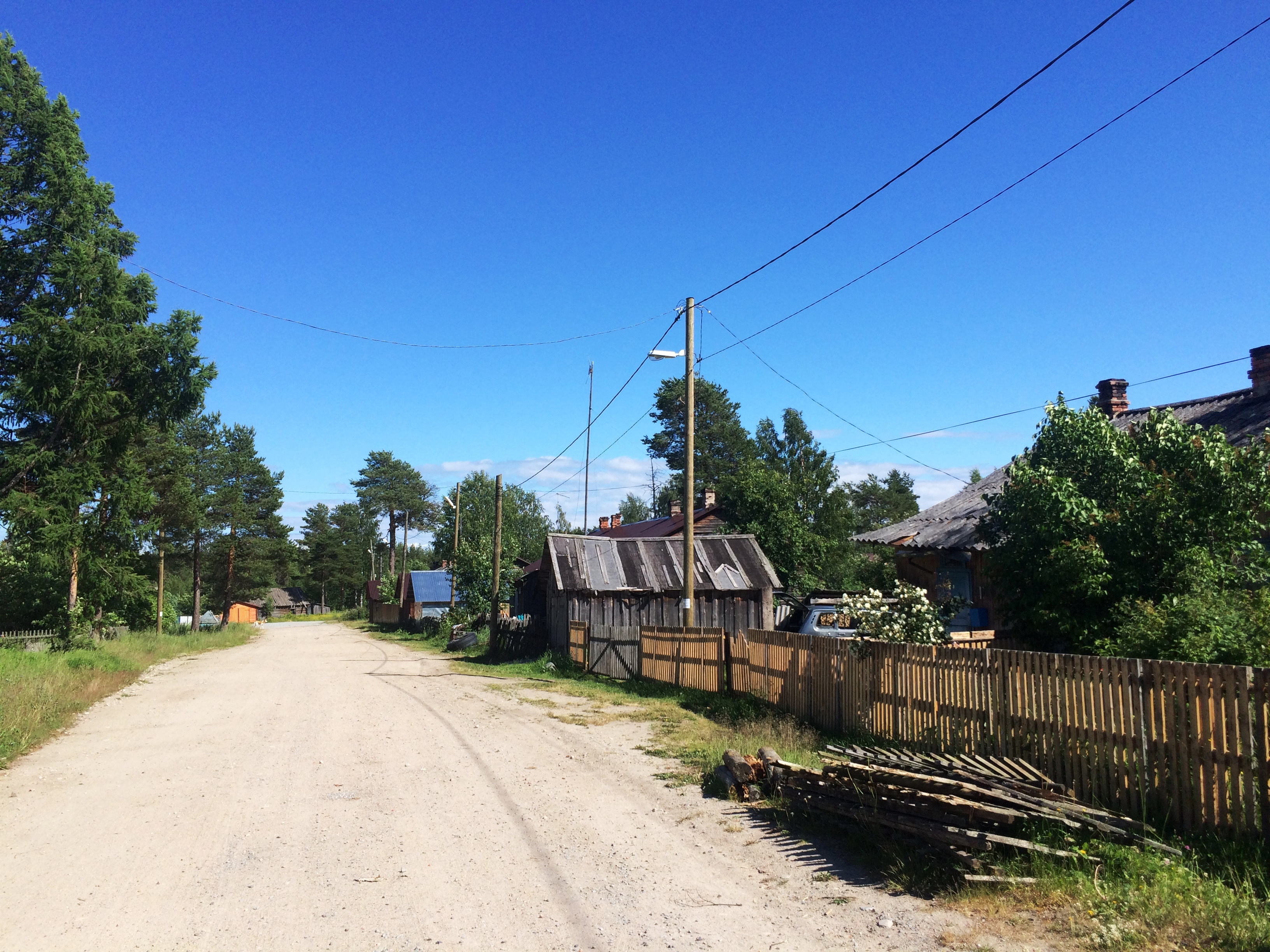
Одна из улиц посёлка